# Subha Varier
Subha Varier – indyjska inżynierka satelitów. Specjalizowała się w systemy wideo używanych podczas startów indyjskich satelitów. W 2017 roku została laureatką nagrody Nari Shakti Puraskar za rekordowe umieszczenie 104 satelitów w jednym starcie.

## Życiorys
Varier dorastała w Alappuzhi. Ukończyła elektronikę i komunikację na uniwersytecie inżynierii w Thiruvananthapuram (CET). W 1991 roku dołączyła do Indyjskiej Organizacji Badań Kosmicznych. Pracowała w Centrum kosmicznym Vikram Sarabhai w oddziale lotnictwa powietrznego.

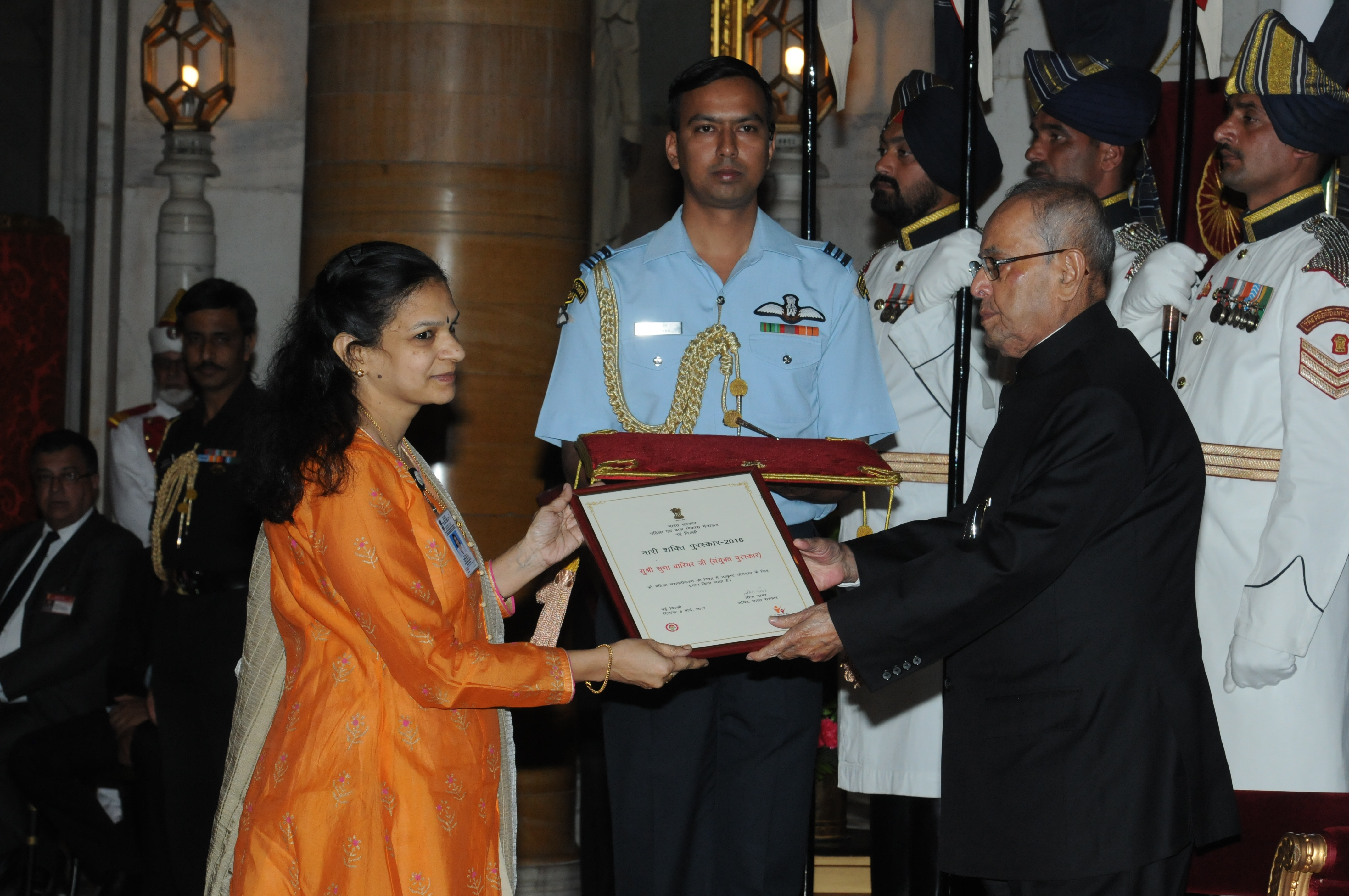
Subha Varier odbierająca Nagroda Nari Shakti Puraskar z rąk ówczesnego prezydenta Indii Pranaba Mukherjee w 2017 roku.

Misja kosmiczna PSLV C37 miała na celu umieszczenie 104 satelitów na orbicie heliosynchronicznej 15 lutego 2017 roku. Satelity należały do sześciu państw i było istotne, aby nie tylko pomyślnie umieścić satelity na odpowiedniej orbicie bez kolizji, ale także udokumentować te działania jako dowód poprawnego wykonania zadania. Nagranie wideo z wypuszczenia satelitów musiało być przejrzyste i czytelne i Subhie powierzono właśnie to zadanie. Start rakiety zakończył się sukcesem i został nagrany przez osiem różnych kamer umieszczonych na statku. Nagranie zostało przetworzone, skompresowane i następnie wysłane w kierunku Ziemi. Wideo zostało odkodowane i odtworzone w czasie rzeczywistym w momencie kiedy satelity były wypuszczane. Kolejno nagranie zostało przesłane do sieciowego repozytorium VSSC.
W marcu 2017 roku Varier była jedną z trzech naukowczyń (Anatta Sonney, B. Codanayaguy i Varier) wybranych do odebrania nagrody z rąk prezydenta Indii. W Międzynarodowy Dzień Kobiet w 2017 roku w Nowym Delhi odebrała nagrodę Nari Shakti Puraskar z rąk prezydenta Pranuba Mukherjee w Rashtrapati Bhavan. Każda z inżynierek dodatkowo dostała 100 000 rupii indyjskich.

## Życie prywatne
Varier i jej mąż Raghu mają dwójkę dzieci. Jej mąż także pracuje w Centrum kosmicznym Vikram Sarabhai i we dwójkę żyją w Ambalamukku blisko miasta Kowdiar.